# Jan Sviták (politik)
Jan Sviták (* 20. srpna 1974) je český politik, bývalý profesionální motokrosový závodník, mezi lety 2002 a 2020 starosta obce Prysk, od roku 2016 zastupitel Libereckého kraje (od roku 2019 také náměstek hejtmana, z toho v letech 2020 až pak 1. náměstek hejtmana), od roku 2024 1. místopředseda Starostů pro Liberecký kraj.

## Politická kariéra
V komunálních volbách v roce 2002 kandidoval jako nezávislý kandidát do zastupitelstva obce Prysk, spolu s kandidátem Martinem Bendlem získali nejvyšší počet hlasů (oba 133 hlasů, tedy 10,92 %). Sviták byl zvolen starostou obce a ve svých osmadvaceti letech se stal nejmladším starostou Libereckého kraje.
Nejvíce hlasů jako nezávislý kandidát získal i ve volbách v roce 2006 a 2010. Pro volby v roce 2014 sestavil jedinou kandidátku nazvanou Nezávislí pro Prysk, v rámci které získal opět nejvyšší počet hlasů. Úspěch zopakoval i o čtyři roky později, ve volbách v roce 2018, v nichž jeho kandidátka znovu zvítězila.
Pod Svitákovým vedením se obec Prysk v roce 2016 stala vesnicí roku Libereckého kraje, v celostátním kole této soutěže pak skončila druhá. Sám Sviták následně získal ocenění v soutěži Nejlepší starosta 2014–2018, pořádané Svazem měst a obcí. Odnesl si cenu veřejnosti v kategorii obcí do 1000 obyvatel. Od roku 2014 předsedá Svazku obcí Novoborska.
Sviták opakovaně kandidoval také do krajského Zastupitelstva Libereckého kraje, nejprve neúspěšně jako nestraník za Stranu pro otevřenou společnost v roce 2004, neuspěl ani jako nestraník za Starosty pro Liberecký kraj v roce 2008 a 2012. Zvolen byl až v roce 2016, kdy kandidoval opět jako nestraník na sedmnáctém místě kandidátky Starostů pro Liberecký kraj.
Poté, co na začátku roku 2019 rezignoval na svoji funkci dosavadní náměstek hejtmana Marek Pieter, zvolili zastupitelé do této funkce právě Jana Svitáka. V krajské radě má od února 2019 na starosti resort dopravy, investic a veřejných zakázek.
Již jako člen a místopředseda hnutí Starostové pro Liberecký kraj byl Sviták v krajských volbách v roce 2020 znovu zvolen zastupitelem Libereckého kraje. Dne 3. listopadu 2020 se navíc stal 1. náměstkem hejtmana Libereckého kraje pro dopravu.
Od července 2022 zastupuje hnutí Starostové pro Liberecký kraj v předsednictvu hnutí STAN. V krajských volbách v roce 2024 obhájil za hnutí SLK post zastupitele Libereckého kraje. V říjnu 2024 se pak stal náměstkem hejtmana pro resort dopravy.
Ve volbách do Poslanecké sněmovny PČR v roce 2025 je z pozice člena hnutí SLK lídrem kandidátky hnutí STAN v Libereckém kraji.